# Rockchip
Rockchip, formalmente  Fuzhou Rockchip Electronics Co., Ltd (en chino simplificado, 瑞芯微电子有限公司; pinyin, ruìxīn wēi diànzǐ yǒuxiàn gōngsī) es un fabricante fabless de semiconductores y proveedor de soluciones SoC para el mercado de Internet móvil con sede en Fuzhou, Fujian, República Popular China, donde se realiza el diseño y desarrollo. Dispone de otras tres sedes en Pekín, Shanghái y Shenzhen, dedicadas al desarrollo de software y al marketing. Fue fundada en el año 2001.
Sus productos, mayoritariamente basados en la arquitectura ARM (tiene compradas varias licencias), se enfocan como el núcleo de equipos de electrónica de consumo móvil (terminales MP3 y PMP), smartphones, lectores de eBooks, tabletas e Internet TV. Además combina su experiencia en Vídeo y Audio para producir chips a la carta para diseños OEM y de marcas. Sus desarrollos han ganado el premio China chip por cinco años consecutivos.

## Productos

### Rockchip OS
El Rockchip OS es un sistema operativo propietario de Rockchip. Este sistema operativo está disponible en dos versiones:  Rockchip OS y Rockchip OS Lite Firmware. La diferencia entre ambos es que Rockchip OS es un sistema operativo mientras que Rockchip OS Lite Firmware es, como su nombre indica, un firmware.
Rockchip OS tiene soporte para widgets, aplicaciones, navegadores, lector de libros electrónicos, reproductor de vídeo, etc. Oficialmente no se pueden instalar aplicaciones adicionales a las pre-instaladas, aunque puede actualizarse el sistema operativo. El sistema está optimizado para la pantalla táctil y se puede controlar por medio de gestos. La selección de las aplicaciones que se incluyen con cada sistema depende del fabricante del hardware. Este también limita las aplicaciones disponibles. Algunos ejemplos de dispositivos que ejecutan Rockchip OS: Roxcore EZ-43, Onda VK30.
Rockchip Firmware OS Lite es compatible con el reproductores de música, reproductores de vídeo, juegos, aplicaciones. El sistema está parcialmente optimizado para la pantalla táctil, pero no se puede controlar con los gestos y funciona mejor con el lápiz. Al igual que Rockchip OS no puede instalar software adicional, siempre y cuando no se modifique el sistema operativo. Ejemplos de dispositivos con Rockchip OS Lite Firmware: DMTECH MP409, DMTECH MP410, Visual Land V-Touch, CiT MP4.

### RK2602A, RK2608A, RK2616, RK2618 y RK2619
Son productos enfocados a dispositivos mp3/mp4. El Rockchip RK2602A fue el producto que dio a conocer a la compañía.

### RK2718 y RK2738
Enfocados a la reproducción de medios con alto grado de eficiencia. Una variante del RK2738 se usa en dispositivos eBooks

### RK2806
El Rockchip RK2806 es un SoC de arquitectura ARM con núcleo ARM926EJ-S y una frecuencia máxima de 560 MHz. Soporta una resolución máxima de 800x480 píxels en color RGB de 24 bits. Puede gobernar hasta 16x16Mb de SDRAM e incorpora USB 2.0 y USB On-The-Go, soporte para manejar tarjetas Secure Digital/SDHC/MMC y JTAG. Está optimizado para decodificar audio MP3, WMA, OGG, AAC, APE, FLAC y WAV, y vídeo a 720p en formatos MPEG-1/MPEG-2 MPEG-4, RV/RMVB, H.264, FLV, WMV, 3GP. Puede dar salida HDMI. Se presenta en un encapsulado LQFP176

### RK2808
El Rockchip RK2808 es un SoC de arquitectura ARM con núcleo ARM926EJ-S a 600 MHz y un DSP a 550Mhz. La velocidad nativa el chip es de 560 MHz. Se presenta en un encapsulado Ball Grid Array (BGA324). Soporta una resolución máxima de 800x600 píxels en color RGB de 24 bits. Puede gobernar hasta 1Gb de Mobile SDRAM e incorpora USB 2.0 y USB On-The-Go, soporte para manejar tarjetas Secure Digital/SDHC/MMC y Wi-Fi (mediante SDIO). Soporta 3G, GPS y sensor de gravedad (para controlar la orientación del teléfono inteligente/tableta). Está optimizado para formatos de audio y soporta vídeo 720p a bitrates de hasta 2,5Mbit/s. en salidas YPBPR y HDMI
Puesto que ARM cifra el rendimiento del núcleo ARM926EJ-S en 1,1 DMIPS/MHz el rendimiento del Rockchip 2808 ejecutando instrucciones ARM es de unos 660DMIPS aproximadamente un 26% la velocidad del Apple A4. El chip es el núcleo de muchos Dispositivos Móviles para conectividad a Internet que ejecutan Android y Windows Mobile.

### RK2816
El Rockchip RK2816 es un SoC de arquitectura ARM con núcleo ARM926EJ-S y una frecuencia máxima de 560 MHz. Soporta una resolución máxima de 800x480 píxels en color RGB de 24 bits. Puede gobernar hasta 32x32Mb de SDRAM e incorpora USB 2.0 y USB On-The-Go, soporte para manejar tarjetas Secure Digital/SDHC/MMC y JTAG. Está optimizado para decodificar audio MP3, WMA, OGG, AAC, APE, FLAC y WAV, y vídeo a 720p en formatos MPEG-1/MPEG-2 MPEG-4, RV/RMVB, H.264, FLV, WMV, 3GP. Puede dar salida HDMI. Se presenta en un encapsulado Ball Grid Array (BGA324). Está optimizado para reproductores en 3D.

### RK2818
El Rockchip RK2818 es un SoC de arquitectura ARM con núcleo ARM926EJ-S  y un DSP a 640 MHz. Se presenta en un encapsulado Ball Grid Array (BGA324). Soporta una resolución máxima de 1024X768 píxels en color RGB de 24 bits. Puede gobernar hasta 4 Gb de SDRAM DDR2 e incorpora USB 2.0 y USB On-The-Go, soporte para manejar tarjetas Secure Digital/SDHC/MMC y Wi-Fi (mediante SDIO). Soporta 3G, GPS y sensor de gravedad (para controlar la orientación del teléfono inteligente/tableta). Está optimizado para formatos de audio y soporta vídeo 720p a bitrates de hasta 2,5Mbit/s. en salidas YPBPR y HDMI

### RK2918
El Rockchip RK2918 es un SoC de arquitectura ARM con núcleo Cortex A8, soporte de VFP (Vector Floating Point), advanced SIMD (NEON), Jazelle... y una frecuencia de hasta 1,2 GHz. Se presentó por primera vez en el Consumer Electronic Show 2011. Es el primer chip capaz de decodificar por hardware Google WebM VP8. Codifica y decodifica H264 a 1080p, así como muchos de los formatos de video (Matroska, Xvid, H.263, AVS, MPEG-4, RV, WMV). La GPU es capaz de renderizar OpenGL ES 2.0 y OpenVG con un ratio de 60 millones de polígonos por segundo, seis veces la velocidad de la GPU del iPad. Es compatible con Android 2.3 y 4.0.

### Rockchip RK30xx series
La serie Rockchip RK30xx usa un procesador de dos núcleos ARM Cortex-A9.
El RK3066 posee un rendimiento similar al Samsung Exynos 4, también de doble núcleo. En términos de rendimiento, el RK3066 está entre el Samsung Exynos 4210 y el Samsung Exynos 4212.
Sus características son las que siguen:
- 40 nm
- Dos núcleos Cortex-A9  (ARMv7) hasta 1.6 GHz
- Soporte para NEON
- Quad core Mali 400, a la frecuencia de 250 MHz con soporte para Open GL ES 2.0 y Open VG 1.1
- VPU (Video Processing Unit) Multi-Media Processor con soporte para la decodificación de imagen y video a 1080p
- Soporte para DDR, DDR2 y DDR3, hasta 2 GB
- Interfaz HDMI 1.4 con 2 canales TFT LCD y soporte 3D(hasta 1920×1080)
- Interfaz USB 2.0 y SD/MMC

### Rockchip RK3168
Siendo similar en tecnología a su hermano mayor el RK3188, podemos encontrar sutiles diferencias con éste en cuanto a velocidad de procesador y GPU.
Estas son sus especificaciones.
- RK3168 28 nm HKMG
- ARMv7-AUp to 1.2 GHz Dual-core
- ARM Cortex-A9PowerVRSGX 540 (400MHz)
- RAM DDR, DDR2, DDR3 support
- A partir de 2013

### Rockchip RK3188
Es el primer chipset basado en un proceso de 28nm de la empresa china.
Con una Arquitectura base de cuatro núcleos ARM Cortex-A9, el RK3188 alcanza un gran rendimiento de la CPU de hasta 1,6 GHz de frecuencia, y la GPU es también un quad-core ARM Mali-400 MP4 @ 600MHz. 
Gracias al potente rendimiento de los cuatro núcleos de CPU, RK3188 tiene un alto rendimiento dedicado procesador 2D. Por otro lado también es un soporte perfecto para las pantallas super-alta resolución, puede soportar Android 4.2 y por supuesto versiones posteriores que puedan ir saliendo. RK3188 es una gran solución de alto rendimiento y bajo consumo energético, dijo Chen Feng, director de marketing de Rockchip. 
Especificaciones 
- Tecnología de 28nm con perfil bajo y alto rendimiento
- Quad-core ARM Cortex - A9 procesador de hasta 1,6 GHz de velocidad
- Quad-core Mali-400 GPU, soporte OpenGL ES 1.1/2.0 y OpenVG 1.1, hasta 600 MHz
- Alto rendimiento gracias a un procesador dedicado 2D
- Soporte de memoria RAM incluyendo DDR3, DDR3L y LPDDR2
- 1080p @ 60fps multiformato decodificador de vídeo 1080p @ 30fps
- codificación de vídeo para H.264 y VP8
- 60bit / s ECC Embedded para MLC NAND
- Soporte MLC NAND Flash, flash iNAND, eMMC / SDMMC y USB de arranque
- Display de pantalla dual con múltiples capas, con un máximo de 2048 × 1536 de resolución de apoyo
- Un USB OTG 2.0, un puerto USB el Host2 interfaz 0.0 y la interfaz de chips Inter de alta velocidad • Interfaz Ethernet Soporte RMII • Embedded GPS

### Listado de procesadores Rockchip
| Modelo  | Distancia entre transistores | CPU     | CPU            | CPU     | CPU         | CPU           | GPU                                 | GPU              | GPU    | Memoria                                                  | Memoria             | Memoria               | Lanzamiento | Dispositivos |
| Modelo  | Distancia entre transistores | ISA     | μarch          | Núcleos | Frec. (GHz) | Caché L2 (KB) | μarch                               | Frecuencia (MHz) | GFlops | Tipo                                                     | Bus                 | Ancho de banda (GB/s) | Lanzamiento | Dispositivos |
| ------- | ---------------------------- | ------- | -------------- | ------- | ----------- | ------------- | ----------------------------------- | ---------------- | ------ | -------------------------------------------------------- | ------------------- | --------------------- | ----------- | --- |
| RK2918  | 55 nm                        | ARMv7-A | ARM Cortex-A8  | 1       | 1 – 1.2     | 512           | Vivante GC800                       | 575              | 4.6    | DDR, DDR2, DDR3                                          |                     |                       | 2011        | Ver listaCube U9GT2, CUBE U15GT, Teclast A15, Wopad i8, Orange TB9900, list of Jelly Bean upgradeable RK2918 tablets Videocon VT71, Innovel I703W, Odys Neo X7 / X8, Huawei MediaPad 7 Lite |
| RK2926  | 55 nm                        | ARMv7-A | ARM Cortex-A9  | 1       | 1.0         | 128           | Mali-400 MP                         | 400              | 3.6    |                                                          | 32-bit              |                       |             | Ver listaAvoca 7" Tablet STB7012 |
| RK2928  | 55 nm                        | ARMv7-A | ARM Cortex-A9  | 1       | 1.0         |               | Mali-400 MP                         | 400              | 3.6    | DDR3, DDR3L                                              | 32-bit              |                       | 2012        | Ver listaCube U25GT, Double Power(Dopo) M-975, Touchmate TM-MID720, Denver TAC-70072 |
| RK3066  | 40 nm                        | ARMv7-A | ARM Cortex-A9  | 2       | 1.6         | 512           | Mali-400 MP4                        | 266              | 9.6    | LPDDR-400, LPDDR2-800, DDR3-800, LVDDR3-800, up to 2 GiB | 32-bit              | 3.2                   | 2012        | Ver listaBoardcon MINI3066, Monster M7 tablet, HP Slate 7, Inar إينار, i.onik TP 10.1-1500DC-KB, Colorovo CityTab Vision 10.1", Teclast P76e Dual-core, Teclast P76t, Teclast P98, Teclast P85, Window (YuanDao) N70S, Window (YuanDao) N101 I, Cube U9GT3, Cube U9GT4, Cube U21GT, PIPO S2, Cube U30GT, Cube U9GT V, Cube U18GT Elite Dual Core, BlueBerry NetCat M-12, CHUWI V8 Dual-core, CHUWI V99, Aoson M11, Pipo S1, Ployer Momo7 IPS, Ployer Momo8, Ployer Momo11, Ployer Momo12, FNF ifive X, FNF ifive mini, Prestigio 7.0 Pro Duo (5570C), Probox2 Ultimate, Minix Neo G4, Minix Neo X5, Minix Neo X5 mini, Minix Neo X3, ICOO D70PROII, Ampe A78, Imito MX1, Imito MX2, Rikomagic MK802 III, Rikomagic MK802 IIIs, Tronsmart MK808, Tronsmart MK808B, JMI Tab T970, Joyplus DR-7, Cozyswan MK809, Cozyswan MK809 II, Ugoos UG802, Ugoos UG802II, Ugoos UG007, Ugoos UG008, Measy U2A, Measy U2C, iball Slide i9702, Kilwa V73, Tomato V8, Innovel I801B, DNS AirTab M76r, Danew Dslide972, Noblex NB8012, (Nexoc) Captiva Pad 10.1, Hisense Sero 7 LT, teXet TM-7047HD, teXet TM-9747, teXet TM-9747BT, teXet TM-9748 |
| RK3026  | 40 nm                        | ARMv7-A | ARM Cortex-A9  | 2       | 1.0         |               | Mali-400 MP2                        | 500              | 9.0    | DDR3, DDR3L                                              | 32-bit              |                       | Q3 2013     | Ver listaBlow WhiteTAB 7.2 Multimedia tablet, Odys Bravio |
| RK3036  | 40 nm                        | ARMv7-A | ARM Cortex-A7  | 2       | 1.0         |               | Mali-400 MP                         | 500              | 9.0    | DDR3-1066, DDR3L-1066                                    | 16-bit              |                       | Q4 2014     | Ver lista |
| RK3126  | 40 nm                        | ARMv7-A | ARM Cortex-A7  | 4       | 1.2         | 256           | Mali-400 MP2                        | 600              | 10.8   | DDR3-1066, DDR3L-1066                                    | 16-bit              |                       | Q4 2014     | Ver lista |
| RK3128  | 40 nm                        | ARMv7-A | ARM Cortex-A7  | 4       | 1.2         | 256           | Mali-400 MP2                        | 600              | 10.8   | DDR3-1066, DDR3L-1066, LPDDR2-1066                       | 32-bit              |                       | Q4 2014     | Ver listaBoardcon Compact3128 |
| RK3168  | 28 nm                        | ARMv7-A | ARM Cortex-A9  | 2       | 1.2         | 256           | PowerVR SGX540                      | 600              | 9.6    | DDR3-1066, DDR3L-1066, LPDDR2-1066                       | 32-bit              |                       | 2013        | Ver listaRCA RCT6378W2, Toshiba Excite 7cJazz UltraTab C855 |
| RK3188  | 28 nm                        | ARMv7-A | ARM Cortex-A9  | 4       | 1.6         | 512           | Mali-400 MP4                        | 533              | 19.2   | Up to 800 MHz LPDDR2, DDR3/3L, up to 2 GiB               | 32-bit              | 6.4                   | 2013        | Ver listaBoardcon EM3188 SBC, Asus MemoPad 8, Asus MemoPad 10, Toshiba Excite 7, Minix Neo X7/Neo X7 mini, GoTab GTQ97, Cube Pea II, Cube U30GT2, CloudnetGo CR9, iMito QX1, PIPO M8pro, PIPO M9, PIPO M7 PRO, Rikomagic MK802 IV, Ugoos UG802B, Ugoos UG007B, Ugoos MK809 III, Ugoos QC802, Measy U4B, Tronsmart MK908, Tronsmart T428, Measy U4B, Freelander PD800, FNF iFive x2 Vido Mini One, JXD S7800b, Tesco Hudl, SteelCore10III, teXet TM-9750HD, teXet TM-9757, teXet TM-9758, teXet TM-9767, teXet TM-9768H, Radxa Rock, Loosen RAM use Greenify, GoClever ORION 100, Medion LifeTab S7852, |
| RK3188T | 28 nm                        | ARMv7-A | ARM Cortex-A9  | 4       | 1.4         | 512           | Mali-400 MP4                        | +-400            | 14.4   | Up to 800 MHz LPDDR2, DDR3/3L, up to 2 GiB               | 32-bit              |                       | 2013        | Ver lista |
| RK3229  | 28 nm                        | ARMv7-A | ARM Cortex-A7  | 4       | 1.5         | 256           | Mali-400 MP2                        | 600              | 10.8   | LPDDR2/3, DDR3/3L, up to 2 GiB                           |                     |                       |             | |
| RK3288  | 28 nm                        | ARMv7-A | ARM Cortex-A17 | 4       | 1.8         | 1024          | Mali-T760 MP4 (listed as Mali-T764) | 600              | 81.6   | DDR3/3L-1333, LPDDR2/3-1066, up to 4 GiB                 | 32-bit dual channel |                       | Q3 2014     | Ver listaBoardcon EM3288 SBC, Pipo P1, Pipo P8, Teclast P90HD, Tronsmart Orion R28, FNF iFive Mini 4 Insignia - Flex Elite 7.85", Asus Chromebook C201, Chromebit CS10 and Chromebook Flip C100P, Lenovo MiniStation, Asus Tinkerboard |